# Inflamación orbital idiopática
La enfermedad inflamatoria orbital idiopática se refiere a un tejido blando reforzado similar a una masa marginada que involucra cualquier área de la órbita. Es la masa orbital dolorosa más común en la población adulta y está asociada con proptosis, parálisis del nervio craneal (síndrome de Tolosa-Hunt), uveítis y desprendimiento de retina. El síndrome inflamatorio orbital idiopático, también conocido como pseudotumor orbital, fue descrito por primera vez por Gleason en 1903 y por Busse y Hochhmein. Luego se caracterizó como una entidad distinta en 1905 por Birch-Hirschfeld. Es un proceso inflamatorio orbital no granulomatoso benigno que se caracteriza por una inflamación extraocular orbital y anexial sin causa local o sistémica conocida. Su diagnóstico es de exclusión una vez que se han descartado neoplasias, infecciones primarias y trastornos sistémicos. Una vez diagnosticado, se caracteriza por su cronicidad, ubicación anatómica o subtipo histológico. 
La inflamación orbitaria idiopática tiene una presentación clínica variada según el tejido afectado.  
Puede ir desde un proceso inflamatorio difuso hasta una inflamación más localizada del músculo, la glándula lagrimal o la grasa orbital.  
Su nombre anterior, pseudotumor orbital, se deriva debido a su parecido con una neoplasia.  
Sin embargo, histológicamente se caracteriza por inflamación.  
Aunque es una afección benigna, puede presentar un curso clínico agresivo con pérdida severa de la visión y disfunción oculomotora. 